# Франк Лійвак
Франк Лійвак (ест. Frank Liivak; нар. 7 липня 1996, Тарту) — естонський футболіст, нападник клубу «Левадія» та національної збірної Естонії. Відомий за виступами в низці естонських і закордонних клубів. Триразовий чемпіон Естонії, дворазовий володар Кубка Естонії та дворазовий володар Суперкубка Естонії. Володар Кубка Лівонії.

## Клубна кар'єра
Франк Лійвак народився 1996 року в місті Тарту. Розпочав займатися футболом у юнацькій команді нідерландського клубу «Алмере Сіті», пізніше грав у юнацькій команді італійського клубу «Наполі». У дорослому футболі дебютував 2015 року у складі нижчолігової іспанської команди «Алькобендас», в якій грав до 2016 року, взявши участь у 46 матчах чемпіонату. Протягом 2017—2018 років футболіст грав у складі боснійського клубу «Сараєво». У 2018 році Лійвак повернувся на батьківщину, де став гравцем клубу «Флора», де став гравцем основного складу, та грав до 2021 року, двічі став чемпіоном Естонії та володарем Кубка Естонії.
Протягом 2021—2022 Франк Лійвак років грав у складі іншого естонського клубу «Левадія», у складі якого також став чемпіоном країни, а також володарем Суперкубка Естонії.
У 2022 році Лійвак уклав контракт з клубом «Слайго Роверс», у складі якого грав до кінця 2023 року.
На початку 2024 року естонський футболіст знову став гравцем клубу «Левадія», у складі якого вдруге став володарем Кубка Естонії. Станом на 21 вересня 2024 року відіграв за талліннський клуб 23 матчі в національному чемпіонаті.

## Виступи за збірні
2011 року Франк Лійвак дебютував у складі юнацької збірної Естонії, загалом на юнацькому рівні взяв участь у 28 іграх, відзначившись 11 забитими голами.
Протягом 2013—2019 років футболіст залучався до складу молодіжної збірної Естонії. На молодіжному рівні зіграв у 25 офіційних матчах, забив 2 голи.
У 2014 році Франк Лійвак дебютував у складі національної збірної Естонії. Станом на вересень 2024 року зіграв у складі національної збірної 25 матчів, у яких відзначився 3 забитими м'ячами.

## Титули і досягнення
- Чемпіон Естонії (4):

«Флора»: 2019, 2020
«Левадія»: 2021, 2024
- Володар Кубка Естонії (2):

«Флора»: 2019–2020
«Левадія»: 2023–2024
- Володар Суперкубка Естонії (3):

«Флора»: 2020, 2021
«Левадія»: 2025
- Володар Кубка Лівонії (1):

«Флора»: 2018